# Hohenwalde (Frankfurt (Oder))
Hohenwalde (Anhörenⓘ) ist ein Ortsteil der kreisfreien Stadt Frankfurt (Oder) südöstlich von Berlin in Brandenburg.

## Geografie

Gebietsgliederung Frankfurt Oder, Lage Hohenwalde hervorgehoben

Hohenwalde befindet sich am Südrand des Lebuser Landes, inmitten einer Auen-, Wald- und Seenlandschaft, welche in der Weichseleiszeit entstand.

## Politik

### Gemeindegliederung
Hohenwalde, zehn Kilometer südwestlich von Frankfurt (Oder), gehört seit 1973 als Ortsteil zur Stadt.

## Geschichte
Hohenwalde wurde 1294 erstmals urkundlich erwähnt.
Hohenwalde kann in Urkunden leicht verwechselt werden mit einem Ort gleichen Namens, dessen Name seinerzeit auch (und teils ebenfalls) Hogenwolde, Hochinwald oder Hoenwolde geschrieben wurde. Dabei handelt es sich jedoch nicht um Hohenwalde bei Frankfurt (Oder), sondern um einen Ort Hohenwalde, politisch zum Land Landsberg gehörend, kirchlich jedoch zum Lebuser Sprengel im Lande Lebus, der zusammen mit einer größeren Anzahl von Dörfern im Lande Landsberg mit übergeben wurde, als im Jahre 1300 Markgraf Albrecht III. dem Abt von Colbatz den Hof Creuetstorp, später Himmelstädt genannt, übergab.
Im Jahr 1405 findet sich Hohenwalde als Hoenwalde mit vier Talenten Cathedratikum an den Bischof im Register des Hochstifts Lebus. Der Ort hatte eine Größe von 64 Hufen, 4 davon hatte der Pfarrer. Neben einer Kirche findet sich auch früh die Erwähnung eines Schlossgebäudes im Ort, Conrad von Quitzow (1385–1410) war bis zu seinem Tode der Besitzer. Die Besitzer wechselten in der Folgezeit häufig, 1429 tauschte das Kloster Neuzelle das Dorf an den Markgrafen Johann.
Der Frankfurter Chronist Beckmann vermerkte zum Jahre 1460, dass Hussiten und die Pest dafür gesorgt hatten, dass in Hohenwalde noch immer 35 der 60 Bauernhufen wüst lägen, statt der geforderten 4 Schock Bischofszehnt 1437 nur 1 Schock 24 Groschen und 1555 ebenfalls nicht mehr als 1 Schock 48 Groschen gezahlt werden konnten. Dieses zeigt, wie sehr die Region und der Ort unter den Folgen noch über 100 Jahre später litten.
1537 gelangte das Dorf, zwischenzeitlich Lehn der Frankfurter Patrizierfamilie Große, in den Besitz des Bischofs von Lebus, Georg von Blumenthal. Mit der Einführung der Reformation in der Mark Brandenburg wurden Hohenwalde und Markendorf zu einer Parochie mit einem gemeinsamen Pfarrer zusammengelegt. So hatte um 1539/1540 Hohenwalde die Mutterkirche, Markendorf die Tochterkirche. Die Söhne des Christoph von Straßen, welcher seit 1551 die Güter innehatte, verkauften nun an die von Röbel. So kamen die Biegener auch in den Besitz von Hohenwalde. Nach Verkauf innerhalb der Familie 1588, ging das Dorf erblich in den Besitz des Ehrentreich von Röbel (1566 bis 16. November 1630) über. Dieser gab als Kirchenpatron den Bau einer neuen Kirche in Auftrag. Am 20. August 1607 wurde die noch heute bestehende Kirche geweiht. Die Gründung bestand aus den Resten der Vorgängerkirche. Aus dem gleichen Jahr stammen der Renaissance-Altar und die Kanzel.

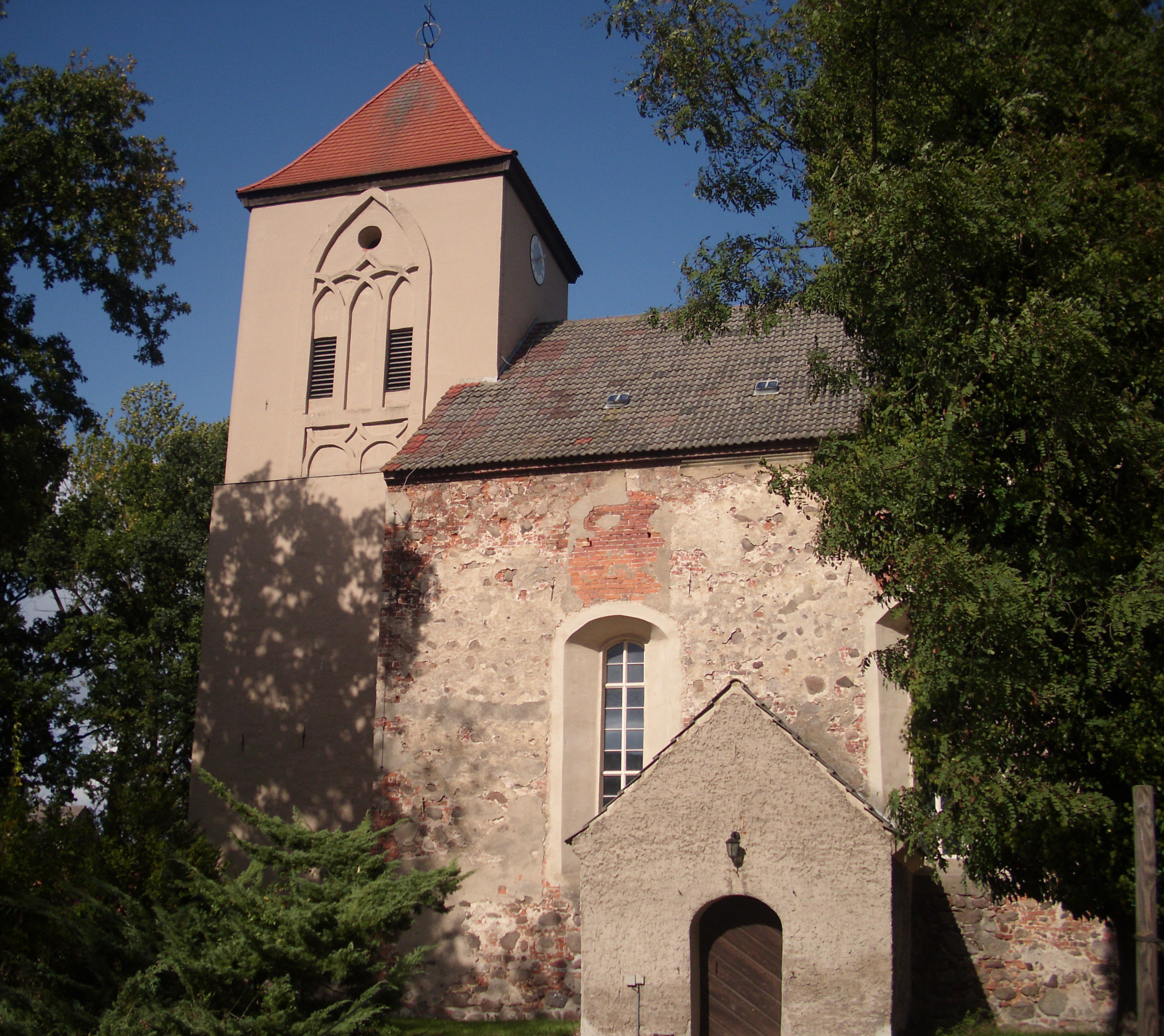
Kirche Hohenwalde

Der Dreißigjährige Krieg brachte wie überall Zerstörung und Verwüstung. Der Einfall in die Kirche 1638 führte zu erheblichen Zerstörungen und vernichtete die Kirchenbücher. Von 1639 bis 1654 hatte der Ort wegen Verödung keinen Pfarrer. Erst 1683 kam es zur Rekonstruktion des Kirchturms. Um 1700 wurden der Altaraufsatz und die Kanzel zu einem Kanzelaltar zusammengefügt.
Als das Amt Biegen 1713 bis 1727 an Alexander Danilowitsch Menschikow verschenkt wurde, gelangte dieser auch in Besitz von Hohenwalde. Nachdem er in Ungnade gefallen war, unterstand der gesamte Besitz von 1731 bis 1739 Ernst Johann von Biron. Neuer Lehnsherr von 1739 bis 1740 wurde Burkhard Christoph von Münnich. Da das Amt Biegen lange Zeit königliche Domäne und eigenes Justizamt war, welchem die Stadt Müllrose unterstand, erlebte Hohenwalde nun „königliche“ Zeiten. Im folgenden Siebenjährigen Krieg standen königliche und russische Truppen um Hohenwalde.
Im Jahre 1794 wird das Turmoberteil im gotischen Stil ergänzt. So erscheint sie heute als verputzter Rechteckbau mit Walmdach und Turm. Von der Orgelbaufirma Sauer erhielt sie 1857 ihre Orgel, offizielle Einweihung der Orgel war 1869. Der Pfarrer Ernst Friedrich Gottlieb Senckel bekam 1872 ein neues Haus und eine erneute Restauration der Kirche wurde 1896 nötig, da sie unter den starken Stürmen der Jahrzehnte zuvor erheblich gelitten hatte.
Am 8. September 1907 beging die Gemeinde das 300-jährige Kirchenjubiläum, zu diesen Feierlichkeiten veröffentlichte der Pfarrer ein Buch.
Im Zweiten Weltkrieg wird die alte Glocke aus dem 15. Jahrhundert eingeschmolzen und erst 1967 durch eine neue ersetzt.
Die Zerstörungen des Dorfes zum Ende des Krieges waren erheblich, da sich die Rote Armee und SS-Regimenter erbitterte Gefechte lieferten auf der Linie Hohenwalde – Markendorf.

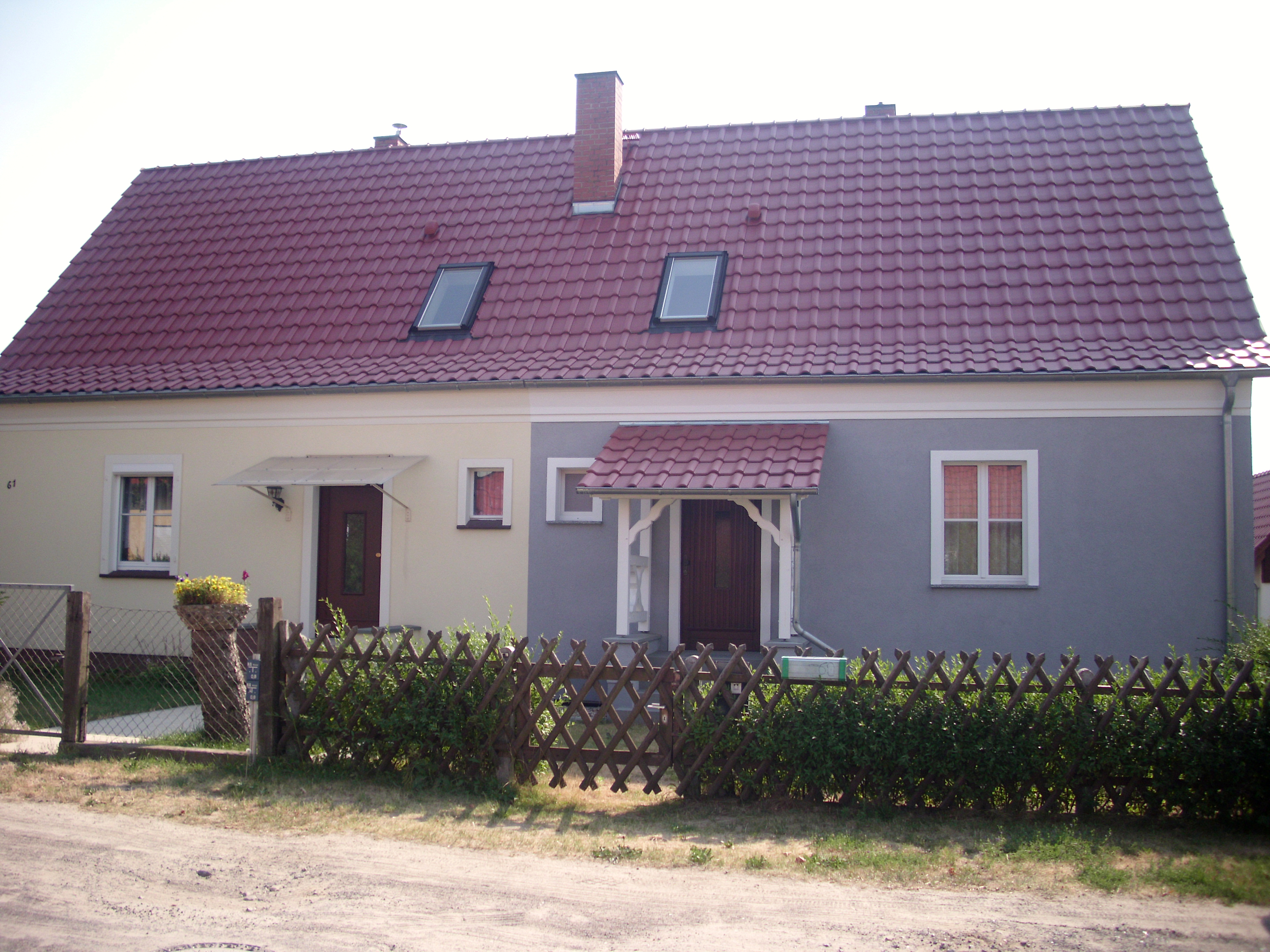
Doppelwohnhaus für Traktoristen

Nach dem Krieg wurde, wie überall in der sowjetischen Besatzungszone, Enteignungen vorgenommen und eine Neuordnung des Bodens durchgeführt. Mit der Gründung der LPG Hohenwalde entstanden auch entsprechende Betriebswohnungen. Mitte der 1950er Jahre begann man, die Kriegsschäden der Kirche zu reparieren.
Hohenwalde wurde mit Beschluss vom 22. November 1972 zum 1. Januar 1973 als Ortsteil nach Frankfurt (Oder) eingemeindet.
Die Zucht von Arbeitspferden war in Hohenwalde seit Jahrhunderten Tradition, um 1978 wurde deshalb die Abteilung Pferdezucht und -sport des VEG Obstproduktion Frankfurt (Oder), Sitz Markendorf, Betriebsteil Hohenwalde, gegründet. Genutzt wurde dazu der ehemaligen Hof des Bauern Paul Gosemann.
1978 wurde die Steinplastik „Shetlandpony“ des Cottbuser Bildhauers Heinz Mamat vor dem Pferdehof aufgestellt und 1979 fanden die 1. Hohenwalder Pferdetage statt. Bereits 1982 musste der Pferdehof durch Zukauf des benachbarten Gehöfts vergrößert werden.
Zum Zeitpunkt der Wende 1990 standen etwa 100 Pferde in Hohenwalde, der Reit- und Fahrverein Hohenwalde wird gegründet. Durch die Abwicklung des Betriebes von der Treuhand wird der Pferdehof Betriebsteil der Markendorf Verwaltungs GmbH, dem Rechtsnachfolger des VEG, die Treuhand ist Gesellschafter. Im ehemaligen Wohnheim des VEG entstand ein Kindergarten.
Im Jahre 1991 wurden die meisten Pferde verkauft, der Pferdehof wurde zu einem Reit- und Fahrtouristik-Stützpunkt mit Pensionspferdehaltung.
Das Wohnheim beherbergt nun Asylanten, 1992 dann den Suchthilfeverein Imago '91 e. V. Von den einstigen Pferden sind 16 verblieben.
Die Privatisierung des Pferdehofes am 1. Mai 1993 bringt für das Dorf die Wende, ein Jahr später stehen wieder 40 eigene Pferde im Stall und es finden die 12. Hohenwalder Pferdetage statt.
1994, zur 725-Jahr-Feier von Hohenwalde, wurde der Heimatverein Hohenwalde gegründet. Es erfolgte eine Sanierung des Kirchturmes und eine dritte Glocke von 1622 aus Markendorf wird aufgehängt.
Am 29. Oktober 1997 wurde der Verein Hohenwalder Pferdefreunde e. V. gegründet. Die Kirchengemeinde Hohenwalde/Markendorf schließt sich 1998 der Evangelischen Kirchengemeinde Frankfurt (Oder) an. Da der Pferdehofbesitzer eine erhebliche Summe spendete, konnten zwei bleiverglaste Fenster an der Altarseite der Kirche eingesetzt werden. Durch ihn erfolgt auch die Rekonstruktion des ehemaligen Gutsverwalterhauses, welches die Straßenansicht des Pferdehofes darstellt.
Im Jahr 2003 wurden die restlichen Kirchenfenster erneuert und die Sauerorgel wieder eingeweiht. Der Hohenwalder Pferdefreunde e. V. wird aufgelöst.
Das Grab des Pfarrers Senckel erhielt im August 2006 den Status eines Denkmals. Am 25. August 2007 feierte die Dorfkirche zu Hohenwalde ihr 400-jähriges Bestehen. Auch der Pferdehof beging sein 30. Jubiläum und stellte deshalb Gedenksteine für verdienstvolle Aktivisten des Pferdehofes auf.
Am 14. September 2008 wurden in der Kirche zwei Gedenktafeln der Hohenwalder Opfer des Ersten und Zweiten Weltkrieges sowie das Gefallenendenkmal, welches sich auf dem Anger zwischen Bushaltestelle und Pferdehof befindet, neu restauriert und eingeweiht.
Als erster Ort in Brandenburg wurde Hohenwalde im Jahre 2010 als „Pferdefreundliche Gemeinde“ ausgezeichnet.

### Einwohnerentwicklung
| Jahr          | 1875   | 1890   | 1910   | 1925   | 1933   | 2006   | 2008   | 2009   | 2010   | 2011   | 2012   | 2015  | 2017  | 2019  |
| Einwohnerzahl | 552    | 446    | 396    | 364    | 364    | 379    | 461    | 461    | 464    | 454    | 459    | 467   | 438   | 445   |
| Quelle        | [ 18 ] | [ 18 ] | [ 18 ] | [ 18 ] | [ 18 ] | [ 19 ] | [ 20 ] | [ 20 ] | [ 20 ] | [ 20 ] | [ 20 ] | [ 1 ] | [ 1 ] | [ 1 ] |

## Wirtschaft und Infrastruktur

### Wirtschaft
Neben dem ortsprägenden Pferdehof befinden sich weitere landwirtschaftliche Unternehmen im Ort, so ein Obsthof, auf dem regelmäßig Veranstaltungen stattfinden. Weitere Arbeitgeber sind die Agrargenossenschaft Hohenwalde-Lichtenberg-Rosengarten e.G., eine Schweißtechnikfirma und diverse Handwerksfirmen.

### Verkehr
- Der Ort hat Anschluss über die Bahnhöfe Rosengarten oder Frankfurt (Oder) der Regionalbahnlinie RE 1 des Verkehrsverbunds Berlin-Brandenburg. Der RE 1 verkehrt über Eisenhüttenstadt – Frankfurt – Berlin – Potsdam – Brandenburg/Magdeburg. Die Strecke ist seit 1990 elektrifiziert.
- Hohenwalde ist mit der Linie 982 des öffentlichen Nahverkehrs von Frankfurt (Oder) nach Markendorf erreichbar.
- Die Ortslage ist südlich der Bundesautobahn 12, welche von Frankfurt (Oder) nach Berlin verläuft und westlich der B 87.

### Bildung
Schulen befinden sich in Frankfurt (Oder).

### Vereine
- Heimatverein Hohenwalde e. V.
- Reit- und Fahrverein Hohenwalde e. V.

## Tourismus und Kultur
Hohenwalde ist international bekannt bei Pferdeliebhabern, vor allem, durch die alljährlichen Pferdetage und das traditionelle Weihnachtsreiten. Ausritte in das Landschaftsschutzgebiet Biegener Hellen sind möglich.

### Sehenswürdigkeiten
- Straßenangerdorf Hohenwalde
- Stallspeicher, Stallgebäude und Wohnhäuser
- Grabstätte Ernst Friedrich Gottlieb Senckel, auf dem Friedhof, Reihe 8, Grab 7

#### Dorfkirche Hohenwalde
Die Dorfkirche Hohenwalde steht auf dem westlichen Teil des Dorfangers. Sie wurde auf Resten eines spätgotischen Vorgängerbaus errichtet, der 1405 erwähnt wird. Am 20. August 1607 wurde der Neubau eingeweiht. Bauherren waren Gutsherr Ehrentreich von Röbel zu Biegen und seine Frau Anna von Göllnitz. Sie ließen auch in anderen ihrer Dörfer Kirchen neu errichten, so in Lüdersdorf. Im Turmknopfdokument vom 25. August 1607 heißt es, Ehrentreich v. Röbel, der Hohenwalde 1588 erworben hatte, habe „Kirche und Turm auf seinem eigenen Dorf, Hohenwaldow genannt, von Grund auf ganz und gar neu auf seine und des Dorfes halbe Unkosten bauen und erbauen lassen“. An den alten Kirchhof erinnert das isolierte stehende westliche Tor aus Ziegelpfeilern, das 1869 zusammen mit einer Weißdornhecke die alte Feldsteinmauer ersetzte.
Das Kirchenschiff ist kurz und ungewöhnlich breit und hoch. Der verputzte rechteckige Bau trägt ein auf der Ostseite abgewalmtes Dach mit doppelt stehendem Dachstuhl von 1896. Es gibt drei Fenster an der Nordseite, drei Fenster an der Südseite und zwei Fenster an der Ostseite. Ein weiteres, mittleres Fenster an der Ostseite wurde 1869 zugemauert. Die zwei erhaltenen Fenster an der Ostseite sind geringfügig niedriger als das Mittelfenster. Alle Fenster sind oben mit einem flachen Bogen abgeschlossen. Ursprünglich reichten die Fenster bis unter an das Putzprofil des Traufgesimses an der Dachkante, wie man an der Vermauerung sehen kann. An der Südwand gibt eine kleine Vorhalle. Das Mauerwerk von Schiff und Turm besteht aus sehr kleinen, unbearbeiteten Feldsteinen mit untergemischten Backsteinen. Gebäudekanten, Gewände der Öffnungen und Laibungen der Mauerwerksausnischungen im Turminneren sind in Backstein im Format von etwa 26 × 14–15 × 7–7,5 cm ausgeführt. Die Portale an der Südseite des Schiffs, das Portal zwischen dem Schiff und dem Turm und das Portal an der Westseite des Turms sind wie die Fenster oben mit einem flachen Bogen abgeschlossen. Oberhalb des Turmportals befinden sich zwei kleine Nischen, die ebenfalls nach oben mit einem flachen Bogen abgeschlossen sind. Während des Dreißigjährigen Krieges erlitt die Kirche 1638 erhebliche Zerstörungen; lediglich die Außenmauern blieben stehen. Zugleich wurden auch die Kirchenbücher vernichtet. Erst 1683 konnten Turm und Kirche repariert werden.
Der Kirchturm an der Westseite des Gebäudes hat einen quadratischen Grundriss. Die hölzerne Spitze des Turms stürzte 1792 bei einem Unwetter in das Kirchendach. Die nachfolgenden Bauarbeiten wurden von Zimmermeister Johann Lorenz Scharwenka (1743–1819) aus Letschin geleitet. 1794 war das Oberteil neu fertiggestellt. Es wurde gegenüber dem Unterteil leicht zurückgesetzt massiv aufgemauert und wies nun aufgeputzte, gotisierende Maßwerkblenden an der Nord-, West- und Südseite auf. Das neue Zeltdach des Turms wurde mit einer Ziegeldecke versehen.
2014 wurde neben der Vorhalle an der Südwestecke des Kirchenschiffs ein Gemeindehaus angebaut.
Im Innern des Schiffs ist an der Westwand das Wappen des Bauherrn Ehrentreich von Röbel zu Biegen und seiner Frau Anna von Göllnitz in Stuck ausgeführt. Bei Umbauten unter Leitung von Mauermeister Möhring aus Beeskow wurden 1869 die ursprünglichen, mit Wappenschilden geschmückten Emporen an der Süd- und Westseite abgerissen, da sie lediglich Platz für eine Bank und eine Reihe Stehplätze ließen. Sie wurden durch eine Westempore ersetzt, die auf vier Stützen lagert. Ein Mauerdurchbruch verband die Empore mit dem Turm und schuf Platz für eine Orgel. Des Weiteren wurden die Wände mit einer gemalten Quaderung versehen. Nur wenige Tage nach der Einweihung richtete ein Orkan große Schäden an Fenstern und Dächern von Kirche und Turm an. 1891 kam es erneut zu schweren Schäden durch einen Orkan. Wegen dadurch entstandener massiver Wasserschäden an Balkenköpfen und Dach wurde 1896 auf Verlangen der Regierung ein neues Sparrendach mit doppelt stehendem Stuhl und Hängewerk errichtet. Dabei erhielt das Äußere einen neuen Abputz und Anstrich, das Innere erneut eine Quaderung, diesmal in „Küchenrot“. Zugleich versah Malermeister Kleinort aus Müllrose den Raum an verschiedenen Stellen mit Spruchinschriften. Im Frühjahr 1945 wurden das Schiff und besonders der als Artilleriebeobachtungsstelle genutzte Turm durch Einschüsse beschädigt. In der Folgezeit verschlechterte sich der bauliche Zustand durch Schwammbefall an den Balkenköpfen des Schiffs. Eine Instandsetzung von Turm und Dach erfolgte 1955/56. Die Balkendecke im Inneren des dreiachsigen Kirchenschiffs wurde 1955 durch eine abgehängte Holzdecke verkleidet. 1960/62 wurde das Innere renoviert. 1994 begann eine Instandsetzung des Turms, bei der das Zeltdach repariert und das Mauerwerk außen neu geputzt wurde.
Nach der Erbauung 1607 gab es insgesamt 1683 und 1728 Reparaturen am Turm sowie bauliche Veränderungen nach dem Einsturz des Turms 1792, weitere erhebliche Umbauten im Innern 1845, dann 1869 und 1896. Es gab Restaurierungen 1955–1956, 1960–1962, 1976–1977 sowie 1994.
Zur Innenausstattung gehört ein reich mit Gemälden, figürlichem und ornamentalem Beiwerk ausgestattetes Altarretabel aus der Bauzeit der Kirche im Stil der Renaissance. Über der Predella teilt sich der Altaraufsatz über drei gestuft abgesetzte Geschosse auf. Ein Gemälde in der Predella zeigt das Abendmahl. Links und rechts des Abendmahlgemäldes sind die Wappen der Kirchenpatrone Ehrentreich von Röbel zu Biegen und Anna von Göllnitz zu sehen. Das Hauptbild im Geschoss darüber stellt die Wandlung Christi zu Brot und Wein als Allegorie zu Jesaja 63,3 dar. Links des Hauptbildes stehen Holzfiguren von Mose und Petrus, rechts davon Jesaja und Paulus. Auf dem Bild im Geschoss darüber wird die Dreifaltigkeit dargestellt. Neben dem Bild der Dreifaltigkeit stehen zwei nicht bestimmte Holzfiguren, sowie links Evangelist Lukas und rechts Evangelist Johannes. Auf der dritten Ebene stehen links Evangelist Matthäus und rechts Evangelist Markus. Zwischen beiden stand ursprünglich das Lamm Gottes. An seiner Stelle ist heute ein Text zu lesen. Das Lamm Gottes steht heute auf einer Konsole über dem Südeingang. Auf der Spitze der Altarretabel steht eine Holzfigur des auferstandenen Christus, der von zwei Engelsfiguren begleitet wird. Der Altarretabel war vermutlich schon vor dem Umbau von 1869 mit der Kanzel zu einem Kanzelaltar verbunden worden. Dabei wird die Kanzel den Platz des Hauptbildes eingenommen haben. Bei den Restaurierungsarbeiten 1976/77 wurde die ursprüngliche Trennung von Kanzel und Rentabel wieder hergestellt.
Links vom Altar steht die Kanzel hat einem polygonalen Grundriss. Die Füllungen des Kanzelkorbes rahmen rundbogige Gemälde, unter denen die Bibelstelle steht, die sie szenisch darstellen. Links die Taufe Jesu im Jordan (Mt 3 ), in der Mitte der gute Hirte (Joh 10 ) und rechts die Himmelfahrt (Apg 1 ). An der Kanzel sind die Wappen der Kirchenpatrone Ehrentreich von Röbel zu Biegen und Anna von Göllnitz angebracht. Sie scheinen zur gleichen Zeit gefertigt worden zu sein wie die Wappen an der Altarretabel.
Auf Konsolen an der Süd- und Nordwand der Kirchenschiffs stehen Holzfiguren von Jakobus und Johannes. Sie waren ursprünglich an der Kanzel angebracht und wurden wohl beim Einbau der Kanzel in den Altarretabel als hinderlich entfernt.
1869 erhielt die Dorfkirche Hohenwalde eine Orgel aus der Werkstatt von Wilhelm Sauer (Opus 149). Die Orgel wurde 1907 in Stand gesetzt. 1917 mussten als Kriegsabgabe die Prospektpfeifen hergegeben werden. 1926 wurde ein Zinkprospekt eingebaut. Zu Kriegsende 1945 kam es zu Kriegsschäden und in den Folgejahren zu Witterungsschäden. Nachdem die Dorfbevölkerung das notwendige Geld zusammengetragen hatte, wurde 1957 die Orgel in Sstand gesetzt. 1961 begutachtete die Firma Orgelbau Sauer aus Frankfurt (Oder) die Orgel. Es fehlten Pfeifen und es gab Granat- und Regenwasserschäden. Infolgedessen wurde die Orgel eingelagert. 1989 gab es eine Spendeninitiative für die Restaurierung der Orgel. Nach einer Restaurierung durch die Orgelbauwerkstatt Christian Scheffler in Zusammenarbeit mit Orgelbau Sauer konnte die Orgel 2003 wieder eingeweiht werden.
| Mechanische Kegellade     |        |
| Manual                    | (C-f3) |
| Principal                 | 8'     |
| Flüte harm.               | 8'     |
| Viola di Gamba            | 4'     |
| Octave                    | 4'     |
| Rohrflöte                 | 4'     |
| Quinte                    | 2 ⅔'   |
| Octave                    | 2'     |
| Pedal                     | (C-d1) |
| Subbaß                    | 16'    |
| Violon                    | 8'     |
| Pedalcoppel, Calcantenzug |        |

Unter der Empore wurde am 13. November 2016 eine Gedenktafel für die studierte Kirchenmusikerin Barbara Heinisch (geb. 15. November 1926; gest. 14. Oktober 2015) angebracht. Mit der Tafel soll an ihre jahrelangen Verdienste um die Restaurierung und den Erhalt der Hohenwalder Sauerorgel erinnert werden.
Am 14. September 2008 wurden in der Kirche zwei Gedenktafeln für die Hohenwalder Opfer des Ersten und Zweiten Weltkrieges eingeweiht.
Von den ursprünglich drei Glocken der Kirche sind zwei erhalten. Nicht erhalten ist eine Glocke, die 1622 von Martin Peger aus Frankfurt (Oder) im Auftrag von Hans Joachim von Burgsdorff gegossen wurde. Eine weitere Glocke wurde 1722 von Christian Daniel Heintze aus Berlin gegossen. Eine weitere Glocke stammt aus dem Jahr 1967 von der Firma Schilling und Söhne aus Apolda.

## Persönlichkeiten
- Ehrentreich von Röbel zu Biegen (auch Ehrentreich von Röbel auf Biegen, Ehrentreich von Roebel zu Biegen, gest. 1630), Gutsherr und Kirchenpatron, Sohn des Joachim von Roebel
- Ernst Senckel (1836–1912 in Hohenwalde), evangelischer Pfarrer, Dichter, Schriftsteller, Vater des Schulsparens, Pfarrer in Hohenwalde